# قائمة الأفلام المصرية سنة 1940
هذه قائمة بالأفلام المصرية لسنة 1940 مرتبة أبجديا

## 1940
| الاسم           | إخراج             | تأليف                                        | تمثيل                                             | النوع           | ملاحظات |
| --------------- | ----------------- | -------------------------------------------- | ------------------------------------------------- | --------------- | ------- |
| أصحاب العقول    | ألفيزي اورفانيللي |                                              | بشارة واكيم، بهيجة المهدي، سليمان نجيب، فوزي منيب |                 |         |
| الباشمقاول      | توجو مزراحي       | بديع خيري (قصة وحوار)، توجو مزراحي (سيناريو) | أحمد الحداد، فوزي الجزايرلي، إحسان الجزايرلي      |                 |         |
| الورشة          | إستفان روستي      | عزيزة أمير، محمود ذو الفقار                  | عزيزة أمير، محمود ذو الفقار                       | دراما           |         |
| تحت السلاح      | فؤاد الجزايرلي    |                                              | أحمد علام، زوزو شكيب، عباس فارس                   |                 |         |
| حياة الظلام     | أحمد بدرخان       | أحمد بدرخان                                  | محسن سرحان، روحية خالد                            |                 |         |
| دنانير          | أحمد بدرخان       | أحمد رامي                                    | أم كلثوم، سليمان نجيب، عباس فارس                  | موسيقي، تاريخي  |         |
| رجل بين امرأتين | إبراهيم لاما      | السيد زيادة                                  | بدر لاما، أمينة رزق، بدرية رأفت                   |                 |         |
| صرخة في الليل   | إبراهيم لاما      | السيد زيادة                                  | بدر لاما، رجاء عبده                               |                 |         |
| فتاة متمردة     | أحمد جلال         | أحمد جلال                                    | ماري كويني، أنور وجدي، محسن سرحان                 |                 |         |
| قلب المرأة      | توجو مزراحي       | توجو مزراحي                                  | أمينة رزق، سليمان نجيب                            | دراما، رومانسي  |         |
| يوم سعيد        | محمد كريم         | محمد كريم، عبد الوارث عسر                    | محمد عبد الوهاب، سميحة سميح                       | موسيقي، رومانسي |         |